# 平滑蛇根草
平滑蛇根草（学名：Ophiorrhiza laevifolia）为茜草科蛇根草属的植物，是中国的特有植物。分布在中国大陆的西藏等地，生长于海拔800米至1,000米的地区，见于半常绿雨林下，目前尚未由人工引种栽培。